# Šebeka

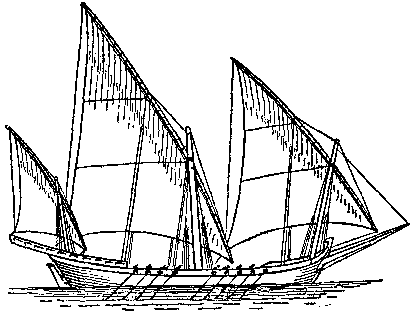
Šebeka se třemi latinskými plachtami a vesly

Šebeka byla válečná plachetnice, kterou používali od 16. do 19. století ve Středozemním moři především Arabové a pro svoji rychlost si ji oblíbili také piráti.
Šebeka byla dlouhá kolem 30 metrů a šířka tvořila asi 1/5 délky. Nosnost lodě byla maximálně 100 tun. Nízký a štíhlý trup vycházel ze středomořské galéry. Na přídi čněl dlouhý a ostrý beran, který sloužil jednak k prorážení boků nepřátelských lodí a jednak k uchycení lanoví. Na zádi se stavěla malá kajuta vysunutá výrazně dozadu nad pákové kormidlo.
Šebeka měla tři jednodílné stěžně a na každém z nich byla upevněna jednoduchá trojúhelníková latinská plachta. Při bezvětří a při manévrování v přístavu sloužily k pohonu také dvě řady vesel. Postupným vývojem se vesla přestala používat a na předním stěžni se objevily ráhnové plachty. Děla byla umístěna nejen na bocích, ale i na přídi a na zádi.